# Steeg (Ausztria)
Steeg település Ausztria tartományának, Tirolnak a Reutte járásában található. Területe 68 km², lakosainak száma 673 fő, népsűrűsége pedig 9,9 fő/km² (2014. január 1-jén). A település 1122 méteres tengerszint feletti magasságban helyezkedik el.
A település részei:
- Dickenau	(91 fő, 2015. január 1-jén)
- Hägerau	(209 fő)
- Hinterellenbogen (116 fő)
- Lechleiten	(67 fő)
- Steeg	(197 fő)

## Fordítás
- Ez a szócikk részben vagy egészben  a   Steeg, Tyrol című angol Wikipédia-szócikk ezen változatának fordításán alapul.  Az eredeti cikk szerkesztőit annak laptörténete sorolja fel. Ez a jelzés csupán a megfogalmazás eredetét és a szerzői jogokat jelzi, nem szolgál a cikkben szereplő információk forrásmegjelöléseként.